# 2242 Balaton
A 2242 Balaton (ideiglenes nevén 1936 TG) a Naprendszer kisbolygóövében keringő kisbolygó.
1936. október 13-án fedezte fel Kulin György a Svábhegyi Csillagvizsgálóban. A Kulin György által felfedezettként számon tartott kisbolygók közül ennek bukkant legkorábban a nyomára a magyar csillagász. Két hónappal az 1436 Salonta első észlelése előtt, az 1226 Golia megfigyelése közben akadt rá két másik ismeretlen égitesttel együtt. Október 27-éig további három alkalommal sikerült lefényképeznie. Bár 1941-ben több mint egy hónapig észlelték Turkuban, majd 1971-ben majdnem ugyanennyi ideig Naucsnijban, a sorszámozásakor, 1979-ben Kulin Györgynek ítélték a felfedezést; a másik két aznapi aszteroidával (a 7865 1982 FG3-mal és az 1818 Brahmsszal) nem volt ilyen szerencséje. Frederick Pilcher, a Nemzetközi Csillagászati Unió elnevezésekkel foglalkozó bizottságának tagja javasolta, hogy a Balatonról nevezzék el a kisbolygót.